# ليوناردو خوسيه أباريسيدو مورا
ليوناردو خوسيه أباريسيدو مورا (بالبرتغالية: Leonardo José Aparecido Moura‏) (19 مارس 1986 في البرازيل - ) هو لاعب كرة قدم برازيلي في مركز الدفاع. شارك مع منتخب البرازيل تحت 17 سنة لكرة القدم ومنتخب البرازيل تحت 20 سنة لكرة القدم. أما مع النوادي، فقد لعب مع أتلتيكو براغانتينو وأتلتيكو غويانيينسي ومرسين إيدمانيوردو ونادي أفاي لكرة القدم ونادي بونتي بريتا ونادي سانتوس ونادي ساو كايتانو ونادي شاختار دونيتسك ونادي فاسكو دا غاما ونادي كريسيوما ونادي غريميو بارويري ونادي إيتوانو ونادي سانتا كروز.

## وصلات خارجية
- ليوناردو خوسيه أباريسيدو مورا على موقع اتحاد أوكرانيا (الإنجليزية)
- ليوناردو خوسيه أباريسيدو مورا على موقع قاعدة بيانات كرة القدم.إي يو (الإنجليزية)
- ليوناردو خوسيه أباريسيدو مورا على موقع Soccerway.com (الإنجليزية)